# Brisbane (cràter)
Brisbane és un cràter d'impacte que es troba a la part sud-est de la Lluna, al sud del cràter Peirescius. Al nord-oest es troben els cràters Vega i Reimarus, i més a l'est apareix la plana emmurallada del cràter Lyot. A causa de la seva proximitat a llimbs lunar, l'escorç d'aquest cràter fa que aparegui amb una forma lleugerament el·líptica, tot i que en realitat és circular.

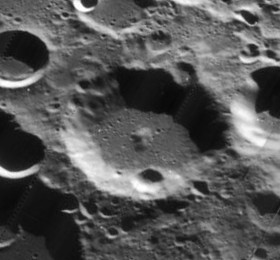
Brisbane (imatge del Lunar Orbiter 4)
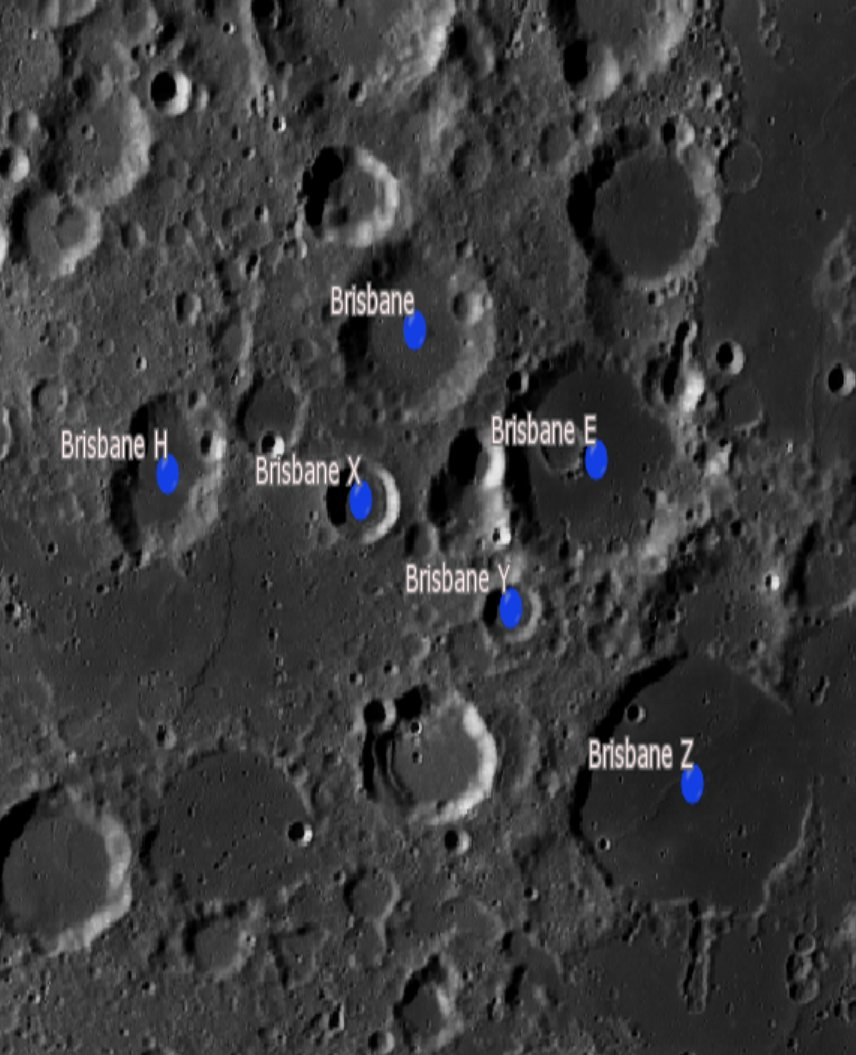
Cràters satèl·lit

Es tracta d'un antic cràter, amb el seu relleu erosionat transformat en formes suavitzades i arrodonides a causa d'una història de petits impactes posteriors. Hi ha petits cràters al llarg de la vora, sobretot al llarg el mur occidental i de la paret interna nord-est. També presenta una esquerda que travessa la vora sud-oest. El sòl interior està pràcticament a nivell i no conté cap impacte significatiu. Presenta una lleugera elevació central.

## Cràters satèl·lit
Per convenció aquests elements són identificats en els mapes lunars posant la lletra en el costat del punt central del cràter que està més proper a Brisbane.
| Brisbane | Coordenades                          | Diàmetre |
| -------- | ------------------------------------ | -------- |
| E        | 50° 00′ S, 71° 12′ E / 50.0°S,71.2°E | 56 km    |
| H        | 50° 18′ S, 64° 54′ E / 50.3°S,64.9°E | 43 km    |
| X        | 50° 24′ S, 67° 24′ E / 50.4°S,67.4°E | 20 km    |
| Y        | 51° 24′ S, 69° 48′ E / 51.4°S,69.8°E | 17 km    |
| Z        | 52° 48′ S, 72° 24′ E / 52.8°S,72.4°E | 64 km    |